# ديانا سوتو
ديانا سوتو (بالإسبانية: Diana Patricia Soto)‏ (1980 - ) هي لاعبة كرة طائرة بيروفية في مركز ضارب خارجي ‏. شاركت في الألعاب الأولمبية الصيفية 2000. ولعبت مع CS Dinamo București (women's volleyball) ‏.

## وصلات خارجية
- ديانا سوتو على موقع أوليمبيديا (الإنجليزية)